# 矢島潤奈
矢島 潤奈（やじま じゅんな、1991年4月8日 - ）は、オフィスシュウに所属していた元タレント。東京都出身。

## 人物

### プロフィール
- 趣味は読書とポエム。特技は拳正道とトランペット。チャームポイントは笑顔・八重歯・喋り方。
- スカルモチーフにハマってる
- 2010年に女性ユニット「Girl's Next」のR1（第1期）メンバーに選ばれる。
- 2011年4月3日のイベントで、矢島潤奈としての活動は終了。

## 出演

### 舞台
- ぐつぐつ(2010年、THEATER BRATS) -すみれ 役
- LOVE ME DOLL(2010年、銀座みゆき館劇場) -DOLL 役

### 映画
- 新天然華汁さやか(2010年) -笠井忍 役

### 雑誌
- スコラ

### WEB
- モバイルサイト 携帯ヤングマガジン 裏ヤンマガ
- フレッシュカフェチャット
- Stickam JAPAN! Girl's Next channel 番組MC

### CM
- カイゲン
- TSUTAYA

## リリース作品

### DVD
- 美少女にプロレスしてもらいました 矢島潤奈・中平あや（2009年12月29日発売）